# سامانه دانشگاه تگزاس تک
سامانهٔ دانشگاه تگزاس تک (به انگلیسی: Texas Tech University System) یکی از بزرگ‌ترین سامانه‌های دانشگاهی آمریکا است و متشکل از ۱۵ دانشگاه و مرکز علوم پزشکی می‌باشد.

## نگارخانه

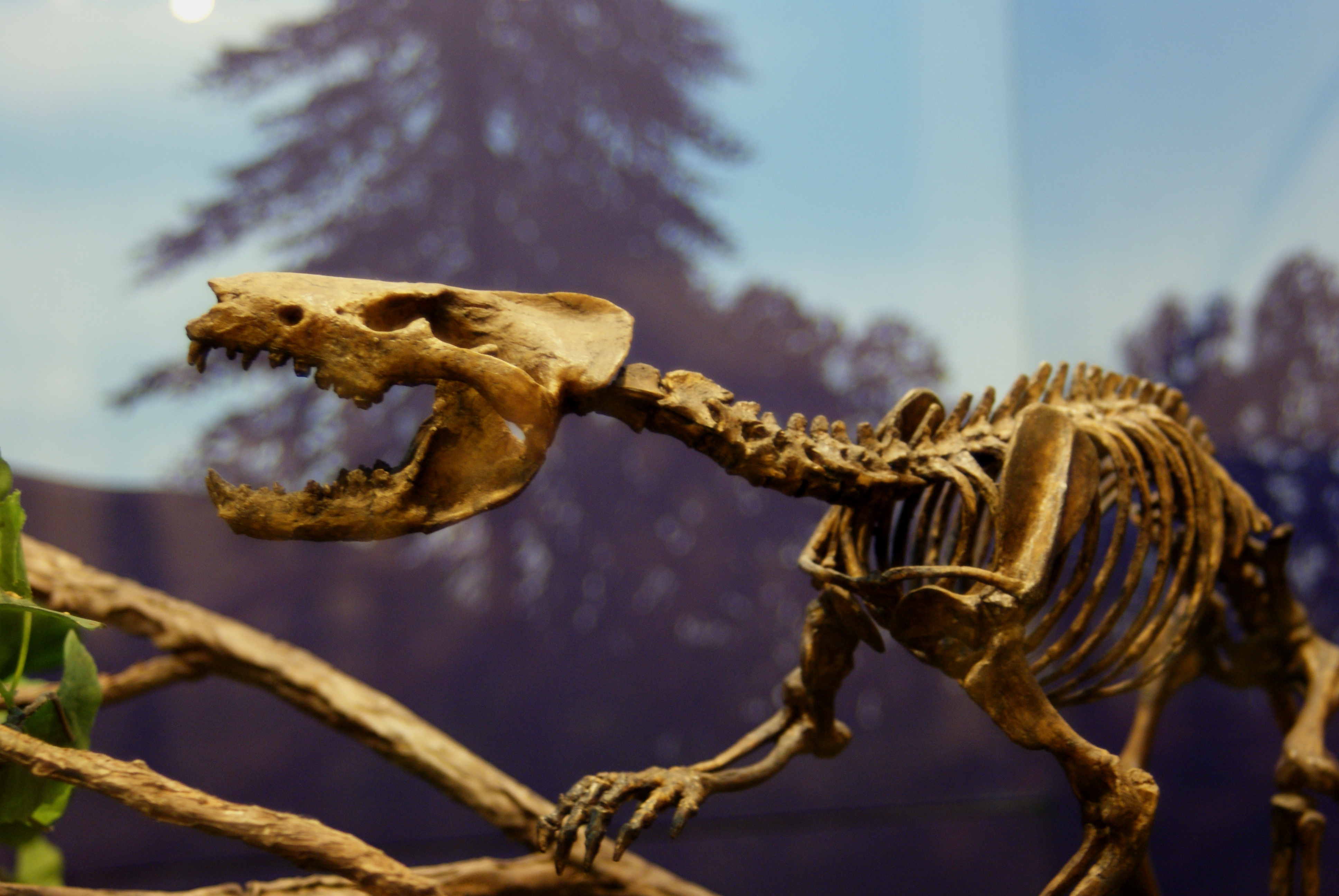
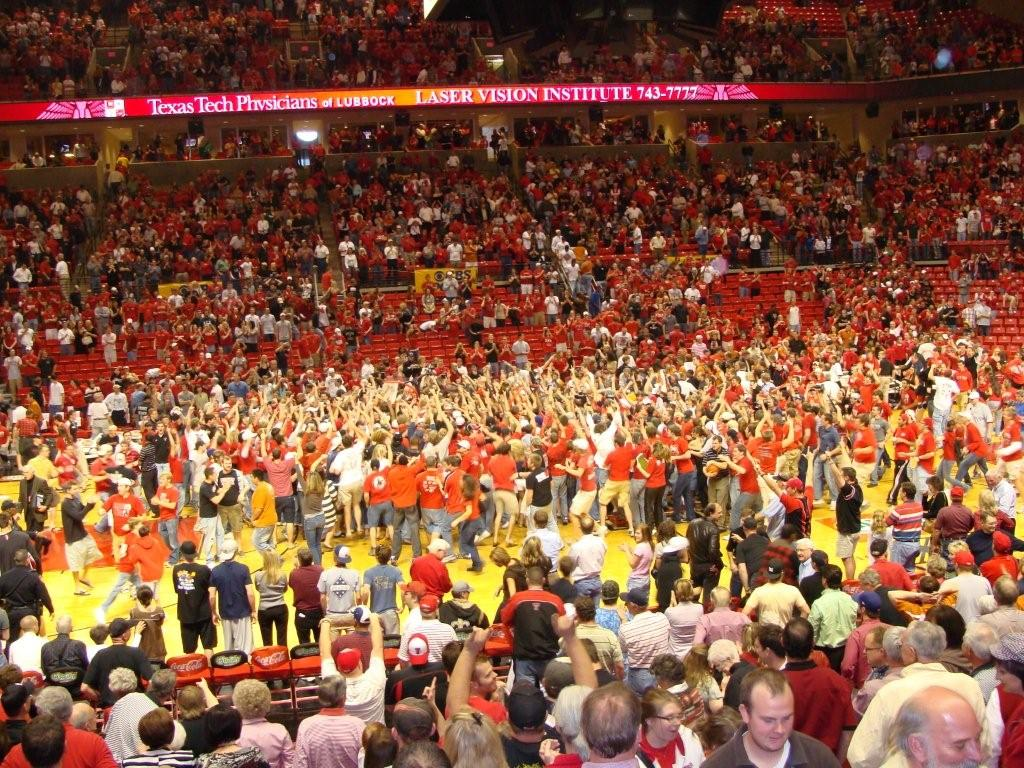
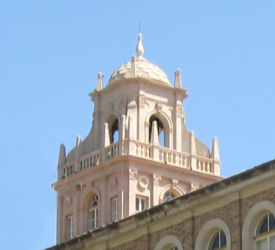

## اعضا و شعبات
این سامانه دانشگاهی در ۱۵ شهر تگزاس شعبه دارد. مهمترین مراکز این سامانه عبارتند از:
- دانشگاه ایالتی آنجلو
- دانشگاه تگزاس تک
- مرکز علوم درمانی دانشگاه تگزاس تک

## پیوندهای  رسمی
- وب‌گاه رسمی سامانه